# 斯保爾角
斯保爾角（英語：Spaull Point），是南極洲的海岬，位於南奧克尼群島的莫伊島北端，由英國南極名稱諮詢委員命名，該湖泊現時由南極條約體系管理。